# Ruby (attrice pornografica)
Ruby (Akron, 21 aprile 1972) è un'ex attrice pornografica statunitense; è stata inserita nel 2008 nella AVN Hall of Fame e nel 2017 nella XRCO Hall of Fame.

## Riconoscimenti
- AVN Awards
  - 1997 – Best Group Sex Scene - Video per American Tushy! con Missy, Taren Steele, Hakan Serbes e Alex Sanders[4]
  - 1999 – Best All-Girl Sex Scene - Film per White Angel con Charlie, Laura Palmer e Claudia[5]
  - 2008 – Hall of Fame[6]

- XRCO Award
  - 1998 – Best Group Sex Scene per Psychosexuals con Chloe, Missy e Mickey G[7]
  - 2017 – Hall Of Fame[8]